# Zdravko Hebel
Zdravko Hebel   (Zagreb, 21 de gener de 1943 - Zagreb, 12 d'agost de 2017) fou un waterpolista croat que va competir sota bandera iugoslava durant les dècades de 1960 i 1970.
El 1968 va prendre part en els Jocs Olímpics d'Estiu de Ciutat de Mèxic, on guanyà la medalla d'or en la competició del waterpolo. En el seu palmarès també destaca una medalla d'or als Jocs del Mediterrani de 1967.
A nivell de clubs jugà al HAVK Mladost, amb qui guanyà quatre Copes d'Europa de Waterpolo, el 1968, 1969, 1970 i 1972; la Recopa d'Europa de 1976, la Supercopa d'Europa de 1976 i sis lligues de Iugoslàvia, el 1962, 1964, 1967, 1969, 1970 i 1971.
Posteriorment fou un destacat dirigent esportiu. Fou president de l'Associació Esportiva de Zagreb, president de l'Associació de jutges de waterpolo de Croàcia i president de l'Associació de waterpolo de Croàcia. Entre el 1991 i el 2000 fou vicepresident del Comitè Olímpic Croat i del 2000 al 2002 en fou president.